# 僕から君へ (佐香智久のアルバム)
『僕から君へ』（ぼくからきみへ）は、佐香智久の2枚目のアルバム。2015年7月22日にSME Recordsから発売。

## 概要
メジャーデビュー後、2枚目のアルバムで、1枚目のアルバムから2年ぶりとなるオリジナルアルバムである。全13曲のうち、8曲がシングル（6作目〜10作目）収録曲で構成されている。初回生産限定盤では初となるLIVE映像を45分にも及ぶダイジェストによって収録されている。

## 収録内容

### 収録曲
1. ゲッタバンバン [4:08]
作詞：佐香智久　作曲：小川智之　編曲：Saku
タイトルには目標や夢や明るい未来をバンバンゲットしてほしいという意味が込められている。子供たちが覚えやすいように歌詞を繰り返しながらさわやかな雰囲気にしている。[1]
  - テレビ東京系アニメ『ポケットモンスター XY』オープニングテーマ
2. キラキラ[3:37]
作詞：佐香智久　作曲：佐香智久　編曲：湯浅篤
  - テレビ東京系アニメ『ポケットモンスター XY』挿入歌
3. 電車[3:36]
作詞・作曲・編曲：佐香智久
このアルバムの中で特に思い入れがあると曲であると佐香智久本人も言っている。電車の中でこんなストーリーがあったらいいな、と思って書いた曲であり、カホン、タンバリン、ハーモニカなど全て佐香智久本人が演奏している。[2]
4. カラフルワールド [5:29]
作詞：佐香智久、小川智之　作曲：小川智之　編曲：Saku
  - UHFアニメ『メガネブ!』エンディングテーマ
  - tvk『音楽缶』2013年12月度テーマソング
5. Always[4:22]
作詞：DECO*27　作曲：DECO*27　編曲：rionos
6. 少年とロボット[5:24]
作詞・作曲：佐香智久　編曲：佐香智久、Saku
7. おやすみ[4:22]
作詞・作曲：佐香智久　編曲：TOMI YO
8. バイバイ[5:22]
作詞：佐香智久、小川智之　作曲：小川智之
佐香智久が初めて自分のために歌った曲で、自分と向き合うことをテーマに曲を作る最中も自分を見つめ直すことが多かったと本人も言っている。[3]
  - 舞台『タンブリング vol.4 』挿入歌。
9. everyday [3:45]
作詞・作曲・編曲：佐香智久
新しく始まった生活の中で奮闘している、戦っている人たちに向けて作った歌だと本人が語っている。[1]
  - 『ラウンドワン』CMソング
10. 魔法の夜と不思議なワルツ[5:48]
作詞・作曲：佐香智久　編曲：佐香智久、Sorao Mori、m-taku
11. 解けない魔法にかけられて[5:20]
作詞・作曲：佐香智久　編曲：佐香智久、Saku
  - 『ハウステンボス2014春「花の大祭典」』CMソング
12. 未来の僕へ[5:48]
作詞・作曲：佐香智久　編曲：湯浅篤
13. 僕のすべて[5:09]
作詞・作曲：佐香智久　編曲：佐香智久、湯浅篤

### 収録映像
1. 愛言葉-special ver- 2013渋谷公会堂
2. ずっと　2013渋谷公会堂
3. 僕たちの歌　2013渋谷公会堂
4. カラフルワールド　2013渋谷公会堂
5. 秘密の魔法ラルラルラ
6. 君恋カレンダー　2014渋谷公会堂
7. 魔法の夜と不思議なワルツ　2014渋谷公会堂
8. バイバイ　2014渋谷公会堂

## 演奏
- 佐香智久
  - All Vocals & Chorus
  - Guitars, Cajon, Tambourine (#3)
  - Acoustic Guitar (#12.13)
- Saku：Electric Guitar (#1)
- Okamu：Bass (#1.4.11)
- 吹野クワガタ：Keyboards (#1)
- 矢野小百合：Violin (#1)
- 村田泰子：Viola (#1)
- 本間将人：Tenor Sax (#1)
- 佐々木史郎：Trumpet (#1)
- 鹿討奏：Trombone (#1)
- Hiromi Shirata：Electric Guitar (#2.13)
- 湯浅篤
  - Bass (#2.12)
  - Guitars, Keyboards, Programming (#12)
- DECO*27：Guitar (#5)
- トオミヨウ：Piano (#7)
- 石橋尚子：1st Violin (#8)
- 吉田翔平：2nd Violin (#8)
- 島岡智子：Viola (#8)
- 結城貴弘：Cello (#8)

## ライブ
2015年に全国5大都市ツアー&初の台湾ワンマンライブツアー「夏の終わりに僕から君へ」を開催した。
- 2015年8月23日　名古屋　Electric Lady Land
- 2015年8月29日　福岡　BEAT STATION
- 2015年9月5日　札幌　PENNY LANE24
- 2015年9月13日　大阪　umeda AKASO
- 2015年9月20日　台湾　THE WALL
- 2015年9月26日　東京　中野サンプラザホール

## インタビュー
アルバムの発売にあたって、アジアンビートからインタビューを受けている。そこで佐香智久はこのアルバムについて「僕から君へ」がたくさん届いて、Twitterでメッセージを沢山いただいてすごく嬉しい。早く聴いてほしいと思っていたのでやっと届けられたという気持ち。誰かのために曲を作って歌えたらいいなとずっと思っていたので、今回のアルバムも君のために歌っているという気持ちを感じながら聴いてくれたら嬉しいと語っている。